# Lilian Rengeruk
Lilian Kasait Rengeruk (3 maggio 1997) è una mezzofondista keniota.

## Palmarès
| Anno | Manifestazione           | Sede     | Evento         | Risultato | Prestazione | Note                          |
| ---- | ------------------------ | -------- | -------------- | --------- | ----------- | ----------------------------- |
| 2013 | Mondiali U18             | Donec'k  | 3000 m piani   | Oro       | 8'58"74     |                               |
| 2014 | Mondiali U20             | Eugene   | 3000 m piani   | Argento   | 9'00"53     |                               |
| 2017 | Mondiali di cross        | Kampala  | Corsa seniores | Bronzo    | 32'12"      |                               |
| 2017 | Mondiali di cross        | Kampala  | A squadre      | Oro       | 10 p.       |                               |
| 2018 | Campionati africani      | Asaba    | 5000 m piani   | 5ª        | 16'04"51    |                               |
| 2019 | Mondiali di cross        | Aarhus   | Corsa seniores | 12ª       | 37'35"      |                               |
| 2019 | Mondiali di cross        | Aarhus   | A squadre      | Argento   | 25 p.       |                               |
| 2019 | Giochi panafricani       | Rabat    | 5000 m piani   | Oro       | 15'33"63    |                               |
| 2019 | Mondiali                 | Doha     | 5000 m piani   | 5ª        | 14'36"05    | Miglior prestazione personale |
| 2021 | Giochi olimpici          | Tokyo    | 5000 m piani   | 12ª       | 14'55"85    |                               |
| 2023 | Mondiali                 | Budapest | 5000 m piani   | 10ª       | 14'59"32    |                               |
| 2023 | Mondiali corsa su strada | Riga     | 5 km           | Argento   | 14'39"      | Miglior prestazione personale |
| 2024 | Mondiali di cross        | Belgrado | Corsa seniores | Argento   | 31'08"      |                               |
| 2024 | Mondiali di cross        | Belgrado | A squadre      | Oro       | 10 p.       |                               |
| 2024 | Giochi olimpici          | Parigi   | 10000 m piani  | 5ª        | 30'45"04    |                               |

## Campionati nazionali
2014
- Oro ai campionati kenioti U20, 3000 m piani - 9'15"22

2017
- Oro ai campionati kenioti, 5000 m piani - 15'53"7

2018
- Argento ai campionati kenioti, 5000 m piani - 15'14"52

2024
- Bronzo ai campionati kenioti di corsa campestre

## Altre competizioni internazionali
2018
- Argento al Birmingham Grand Prix ( Birmingham), 3000 m piani - 8'33"43
- Oro ai London Anniversary Games ( Londra), 3000 m piani - 8'41"90

2019
- Bronzo al Bauhaus-Galan ( Stoccolma), 5000 m piani - 14'51"34
- Bronzo al Doha Diamond League ( Doha), 3000 m piani - 8'29"02

2021
- 5ª al Memorial Van Damme ( Bruxelles), 5000 m piani - 14'30"32
- Bronzo al Doha Diamond League ( Doha), 3000 m piani - 8'528"96

2023
- 4ª al Meeting de Paris ( Parigi), 5000 m piani - 14'23"05
- Argento ai Bislett Games ( Oslo), 3000 m piani - 8'25"90
- Argento al Kamila Skolimowska Memorial ( Chorzów), 3000 m piani - 8'27"80
- Oro al Memorial Van Damme ( Bruxelles), 5000 m piani - 14'26"46

2024
- Bronzo al Prefontaine Classic ( Eugene), 10000 m piani - 29'26"89
- 11ª all'Herculis ( Monaco), 5000 m piani - 14'55"97
- Oro alla World 10K Bangalore ( Bangalore) - 30'52"
- Bronzo alla Mezza maratona di Valencia ( Valencia) - 1h03'32"
- Bronzo alla 10K Valencia Ibercaja ( Valencia) - 29'32"